# Station Beringen-Mijn
Station Beringen-Mijn is een voormalig spoorwegstation langs spoorlijn 15 in Beringen-Mijn, dat op het grondgebied van de Beringse deelgemeente Koersel gelegen is. Het was tevens het eindstation van spoorlijn 17 uit Diest.
Het stationsgebouw was van hout en brandde op 26 maart 1985 volledig af.
Het goederenstation was bedoeld voor het transport van steenkool die uit de mijn van Beringen gehaald werd. Na de sluiting van de mijn werd het station ook gesloten.

## Reizigerstellingen
De grafiek en tabel geven het gemiddeld aantal instappende reizigers weer op een week-, zater- en zondag.
| Tabel: aantal instappende reizigers station Beringen-Mijn | Tabel: aantal instappende reizigers station Beringen-Mijn | Tabel: aantal instappende reizigers station Beringen-Mijn | Tabel: aantal instappende reizigers station Beringen-Mijn |
|                                                           | Weekdag                                                   | Zaterdag                                                  | Zondag                                                    |
| --------------------------------------------------------- | --------------------------------------------------------- | --------------------------------------------------------- | --------------------------------------------------------- |
| 1977                                                      | 31                                                        | 43                                                        | 57                                                        |
| 1978                                                      | 43                                                        | 32                                                        | 31                                                        |
| 1979                                                      | 42                                                        | 36                                                        | 41                                                        |
| 1980                                                      | 45                                                        | 39                                                        | 37                                                        |
| 1981                                                      | 58                                                        | 35                                                        | 26                                                        |
| 1982                                                      | 46                                                        | 25                                                        | 37                                                        |
| 1983                                                      | 38                                                        | 25                                                        | 32                                                        |
| 1984                                                      | 39                                                        | 25                                                        | 43                                                        |
| 1985                                                      | 29                                                        | 44                                                        | 42                                                        |

1,3: Krijgsbaan ·
2,8: Liersebaan ·
3,9: Boechout ·
4,9: Vos ·
6,4: Boshoek ·
9,3: Lier ·
11,1: Lisp ·
12,8: Kessel ·
16,3: Nijlen ·
21,9: Bouwel ·
24,1: Wolfstee ·
26,4: Herentals-Kanaal ·
28,0: Herentals ·
34,0: Olen ·
37,1: Larum ·
40,1: Geel ·
46,5: Millegem ·
49,3: Mol ·
54,0: Balen ·
Ingene-Immer ·
62,8: Leopoldsburg ·
Beverlo ·
68,0: Beringen-Mijn ·
71,2: Beringen ·
74,6: Heusden ·
78,0: Zolder ·
80,2: Houthalen ·
83,3: Kolveren ·
84,9: Zonhoven ·
86,6: Zonhoven-Badplaats
0,0: Diest ·
1,6: Schaffen ·
6,5: Deurne ·
9,7: Tessenderlo ·
13,0: Kwaadmechelen ·
16,0: Oostham ·
20,0: Heppen ·
21,3: Beringen-Mijn